# HMS Badger (1777)
HMS Badger (на български: „Язовец“) е бриг на служба в Кралския военноморски флот на Великобритания в края на 18 век. Известен е като първия военен кораб, командван от морския офицер Хорацио Нелсън.

## Кариера
„Язовец“ е част от кораби, закупени през ноември 1777 за служба в North American and West Indies Station по време на Американската война за независимост. Преди това е известен като американския търговски кораб „Defence“, закупен в Ямайка през ноември 1777 г. за сумата от £1540. Корабът заменя предходния HMS „Язовец“, закупен предходната година, но определен като негоден за служба през 1777 г. Малко е известно за характеристиките на новия кораб. Вероятно е бил въоръжен с 12 оръдия и е бил „способен да пренася 16 оръдия“.
Първият командир на кораба е Майкъл Еверет, който довежда със себе си екипажът на по-ранния „Язовец“. На 8 декември 1778 г. главнокомандващият на the North American and West Indies Station, сър Питър Паркър, прехвърля младия лейтенант Хорацио Нелсън, който преди това служи на флагманския HMS Bristol, в командването на Badger. Това е първото назначение на Нелсън, като командир на кораб от състава на Кралските военноморски сили на Великобритания, и той поема задълженията си през януари 1778 г. Нелсън прекарва 1778 г. и половината от 1779 г. в обикаляне на Карибско море, достигайки испанските колонии в Централна Америка в търсене на плячка. Нелсън няма голям успех, но на 11 юни 1779 г. Паркър го повишава в капитан първи ранг и му дава командването на 28-оръдийната фрегата HMS Hinchinbroke. На 20 юни Нелсън предава „Язовец“ на капитан трети ранг Кътбърт Колингууд, първи барон Колингууд.
Колингууд командва „Язовец“ до началото на 1780 г. и през март същата година е заменен от капитан Самуел Уолкър.  Уолкър е заменен през септември същата година от капитан Ричард Стори, който временно изпълнява длъжността. Подготвяно е капитан Доналд Сютърленд да поеме командването, но той умира на 9 септември, след само два дни като командир. През декември 1780 г. капитан Джеймс Корнуолис поема командването. „Язовец“ е временно командван от лейтенант Уилям Сайкс между януари 1781 и вероятно март 1782 г. „Язовец“ е продаден в Ямайка през юни 1783 г. за сумата от £2050.